# Lecoq Seoul Open 2016

El torneo Lecoq Seoul Open 2016 es un torneo profesional de tenis. Pertenece al ATP Challenger Series 2016. Se disputará su 2ª edición sobre superficie dura, en Seúl, Corea del sur entre el 09 al el 15 de mayo de 2016.

## Jugadores participantes del cuadro de individuales
| Favorito | País                     | Jugador       | Rank1 | Posición en el torneo    |
| -------- | ------------------------ | ------------- | ----- | ------------------------ |
| 1        | Bandera de Australia     | John Millman  | 67    | Cuartos de final, retiro |
| 2        | Bandera de Corea del Sur | Chung Hyeon   | 82    | Baja                     |
| 3        | Bandera de Australia     | Sam Groth     | 95    | Cuartos de final, retiro |
| 4        | Bandera del Reino Unido  | Daniel Evans  | 97    | Primera ronda            |
| 5        | Bandera de China Taipéi  | Lu Yen-hsun   | 102   | FINAL                    |
| 6        | Bandera de Japón         | Tatsuma Ito   | 106   | Segunda ronda            |
| 7        | Bandera de Japón         | Yūichi Sugita | 111   | Segunda ronda            |
| 8        | Bandera de Eslovaquia    | Lukáš Lacko   | 112   | Semifinales              |

- 1 Se ha tomado en cuenta el ranking del 2 de mayo de 2016.

### Otros participantes
Los siguientes jugadores recibieron una invitación (wild card), por lo tanto ingresan directamente al cuadro principal (WC):
- Hong Seong-chan
- Kang Ho-gi
- Kwon Soon-woo
- Nam Ji-sung

Los siguientes jugadores ingresan al cuadro principal tras disputar el cuadro clasificatorio (Q):
- Liam Broady
- Yuya Kibi
- Frederik Nielsen
- Alexander Ward

## Campeones

### Individual Masculino
- Sergiy Stakhovsky derrotó en la final a  Lu Yen-hsun, 4–6, 6–3, 7–6(7)

### Dobles Masculino
- Matt Reid /  John-Patrick Smith derrotaron en la final a  Gong Maoxin /  Yi Chu-huan, 6–3, 7–5